# Sintagma verbal
El sintagma verbal està format per un verb o per una locució verbal que pot estar acompanyat pels seus especificadors i complements. Forma el predicat d'una oració. Se'l considera l'element més important de la frase, ja que sense ell no existeix una frase sinó simplement un enunciat o un sintagma aïllat. En moltes llengües marca la concordança de la resta d'elements (en català concretament indica el nombre i la persona del nucli del subjecte). Segons la naturalesa del verb, el SV pot ser predicatiu o copulatiu (en català amb els verbs ser, estar i semblar), fet que marca la concordança d'alguns complements amb el subjecte.
La norma bàsica que reuneix aquesta informació segons el generativisme indica que O = SN + flex + SV; flex indica la concordança, SN el sintagma nominal que fa de subjecte, SV el sintagma verbal i O l'oració resultant. A partir d'aquesta regla es poden construir altres frases més complexes, amb normes de redundància.
Sintagma verbal predicatiu
Exemple: La Laura juga a tennis.
```
Verb: 
juga
 (verb predicatiu)
Complement del verb: 
a tennis
 (en aquest cas, un Complement de Règim Verbal o Complement Preposicional)
```

No qualsevol complement pot formar part d'un sintagma verbal predicatiu. En poden formar part els següents complements del verb:
- complement directe (en verbs transitius): "La Mercè compra un entrepà."
- complement indirecte: "La Mercè compra un entrepà per al seu germà."
- complement circumstancial (n'hi ha diferents tipus): "La Mercè compra un entrepà per al seu germà a la botiga de la cantonada"
- complement predicatiu (concorda en gènere i nombre amb el subjecte o el complement directe): "La Mercè compra atrafegada un entrepà."
- complement de règim verbal o complement preposicional (sols l'accepten alguns verbs): "Ell sempre pensa en tu."
Sintagma verbal copulatiu
Exemple: El Martí és de Lleida.
```
Verb: 
és
 (verb copulatiu)
Complement del verb: 
de Lleida
 (en aquest cas, un Atribut o 
Complement Atributiu
)
```

No qualsevol complement pot formar part d'un sintagma verbal copulatiu. En poden formar part els següents complements del verb:
- Complement Atributiu o Atribut (Sintagma adjectival o preposicional): "L'Albert és altíssim."
- Predicat nominal (sintagma nominal): "Ella sembla la meva mare."
- Complement Circumstancial: "La Maria està sempre emmurriada."
El sintagma verbal pot ser copulatiu o predicatiu.